# 劉錦棠
劉 錦棠（りゅう きんとう、Liú Jǐntáng、1844年 - 1894年）は、清末の軍人・官僚。字は穀斎。湖南省湘郷県出身。
父の劉厚栄、叔父の劉松山は湘軍の軍人であった。10歳の時に父親は岳州での太平天国軍との戦いで戦死した。成長すると江西省に展開していた叔父の部隊に入り、湘軍の司令部があった祁門の護衛に功績があり、劉松山ともども曽国藩から賞賛を受けた。1864年の太平天国滅亡後は、捻軍との戦いで劉松山とともにしばしば戦功をあげた。
その後、劉松山と劉錦棠は左宗棠に従って陝西省・甘粛省の回民蜂起鎮圧に向かい、金積堡で馬化龍を包囲した。しかし1870年に劉松山は戦死したため、劉錦棠がその部隊を合わせて、1871年に金積堡を陥落させた。1872年には西寧を攻撃して、白彦虎らの回民軍を敗走させた。
ヤクブ・ベクの乱に際しては、劉錦棠は1876年2月に司令部を甘州から粛州に移し、7月に湘軍25営1万3000人を率いて、満州八旗の金順（ギンシュウェン）率いる40営2万1000人とともに先鋒となって新疆に入り、ウルムチを攻略した。ウルムチ占領後、金順は北部を掃討し、劉錦棠は天山南路の掃討にあたった。
1884年に新疆省が設置されると初代巡撫となり、1889年までその職にあった。
死後、襄勤の諡号を贈られた。著作として『劉襄勤公奏稿』が残されている。